# Бурчинський Георгій Йосипович
Георгій Йосипович Бурчинський (рос. Георгий Иосифович Бурчинский; 2 травня 1908  — 21 січня 1993) — радянський військовий лікар-терапевт, полковник медичної служби (з 1950 року), доктор медичних наук (1959), професор (1961).

## Біографія
Народився 19 квітня (2 травня) 1908 року в місті Києві, в сім'ї залізничника.
1931 р. завершив навчання в Київському медичному інституті, працював у м. Луганську (протягом одного року) на посаді головного лікаря дитячої поліклініки. З 1932 року лікар Бурчинський служить у Червоній Армії на посаді «лікаря однорічника 240-го Краснолученського полку», потім зарахований «в кадри і направлено у листопаді у Дальносхідну Особливу Червонопрапорну Армію» на посаду лікаря 35-ї окремої місцевої лікарні. З квітня 1935 р. по червень 1936 р. виконував (за сумісництвом) обов'язки лікаря Окремого танкового батальйону 22-ї стрілецької дивізії Далекосхідної армії.
13 лютого 1936 р. військовому лікарю Г. Й. Бурчинському було присвоєне воїнське звання «военврач 3-го ранга». У цьому ж році за станом здоров'я лікар Бурчинський Г. Й. був демобілізований з Червоної Армії, повернувся до м. Києва, працював на посаді дільничного лікаря 2-ї міської поліклініки. У вересні 1936 р. був зачислений у клінічну ординатуру, а згодом переведений в аспірантуру при кафедрі факультетської терапії 2-го Київського медичного інституту. На кафедрі, під керівництвом професора В. М. Іванова лікар Бурчинський почав наукові дослідження.
На початку 1938 р. військово-політична обстановка в Європі й Азії загострилась, почалися локальні воєнні конфлікти, зокрема за участю Червоної Армії (озеро Хасан, степи Халхин-Гола). У березні лікар Г. Й. Бурчинський був «по спецнабору призван в Красную Армию» і призначений на посаду начальника військового лазарету при Шепетівському військовому шпиталі. На час призову в армію аспірант Бурчинський завершив дисертацію на вчений ступінь кандидата медичних наук — о «сущности феномена оседания эритроцитов и его клинического значения».
31 липня 1939 р. лікар-терапевт Г. Й. Бурчинский почав військову службу на посаді ординатора Київського військового госпіталю. 1940 року ординатор Бурчинський чотири місяці (лютий — травень) працював на посаді старшого викладача (за сумісництвом) викладав курс «внутренние болезни» у Київському військово-медичному училищі. У травні призначений на посаду старшого ординатора Київського окружного військового госпіталю. У грудні кандидату медичних наук, терапевту, старшому ординатору Бурчинському було присвоєно військове звання «военврач 2-го ранга».
На початку Другої Світової війни Київський окружний військовий госпіталь евакуювали до м. Харкова, пізніше до м. Томська. Військовий лікар 2-го рангу Г. Й. Бурчинський з травня 1942 р. по серпень 1943 р. очолював терапевтичне відділення, з серпня 1943 р. по квітень 1946 р. працював на посаді помічника начальника госпіталю з медичної частини. Із уведенням військовим лікарям загальноармійських військових звань «военврачу 2-го ранга» Бурчинському Г. Й. 15 березня 1943 р. присвоєно звання майора медичної служби.
У госпіталі (в м. Томську) з ініціативи майора медичної служби Бурчинського Г. Й. було сформовано терапевтичне відділення для лікування поранених вояків із патологією внутрішніх органів. Під керівництвом консультанта шпиталю професора-терапевта М. М. Губергриця були виконані дослідження про зміни у внутрішніх органах у хворих з вогнестрільними пораненнями органів грудей. Майор медичної служби Г. Й. Бурчинський вивчав сепсис, патологію нирок у хворих при загострених хронічних інфекціях. Дослідження терапевта Г. Й. Бурчинського в Київському військовому шпиталі були новими, становили науковий здобуток війни.
Майор медичної служби терапевт Г. Й. Бурчинський в роки війни почав досліджувати і патологію легенів у поранених. Одним із перших в СРСР у співробітництві з лікарем-отоларингологом Б. Л. Французовим застосував «методику эндобронхиального введения антибиотиков и бронхоскопическую санацию при легочных нагноениях».
Після війни (у 1946—1952) Бурчинський працював у Київському окружному військовому госпіталі здебільшого на посаді: начальника терапевтичного відділення, пізніше старшого терапевта госпіталю.
З 22 березня 1952 р. і до закінчення служби в Радянській Армії (червень 1961 р.) полковник медичної служби Г. Й. Бурчинський — головний терапевт Київського військового округу.
У 1954 році полковник медичної служби доктор медичних наук Г. Й. Бурчинський був обраний на завідувача кафедри терапії Стоматологічного факультету Київського медичного інституту імені О. О. Богомольця, в 1962 році — завідувача кафедри факультетської терапії цього ж медичного інституту, і очолював її 24 роки.

Могила Георгія Бурчинського

Жив в Києві в будинку на вулиці Горького (нині Антоновича), 19/21, квартира 6. Помер 21 січня 1993 року від інфаркту міокарда. Похований у Києві на Байковому кладовищі (ділянка № 7).

## Наукова робота
Основні праці присвячені питанням пульмонології (легеневим нагноєнням) та виразковій хворобі. Розробив концепцію про нервовотрофічну суть виразкової хвороби, на основі чого запровадив методи консервативного лікування цієї хвороби.
Упродовж багатьох років професор Бурчинський очолював також Товариство терапевтів України, був членом Президії Вченої ради Міністерства охорони здоров'я України, президії Всесоюзного товариства терапевтів, заступником голови Всесоюзного товариства гастроентерологів, членом редакційних рад часописів «Врачебное дело», «Клиническая медицина», — «Терапевтически архив», входив у редакційну колегію «Большой медицинской энциклопедии».

## Відзнаки
Заслужений діяч науки УРСР (з 1968 року). Лауреат Державної премії України в галузі науки і техніки (1980; за підручник «Внутренние болезни», опублікований у 1977 році).
Нагороджений двома орденами Трудового Червоного Прапора та орденами: Червоного Прапора, Вітчизняної війни 2 ступеня, Червоної Зірки, медалями.

## Науковий доробок
- Бурчинский Георгий Иосифович, Кушнир Владилен Ефимович.  — 2-е, исправленное и дополненное. — Киев : «Здоров'я», 1973. — 212 с. — (Библиотека практического врача) — 33 000 прим. (рос.)